# مرغ باران طوقی
مرغ باران طوقی (نام علمی: Pterodroma brevipes) نام یک گونه از سرده مرغ باران خرمگسی است.